# Haut-Sassandra
Haut-Sassandra is een van de bestuurlijke regio's van Ivoorkust. Haut-Sassandra ligt centraal in het land in het district Sassandra-Marahoué, is ruim 15.000 vierkante kilometer en telde in 2007 naar schatting 1,35 miljoen inwoners. Bij de laatste census uit 1988 was dat aantal nog 725.900. De hoofdstad van de regio is Daloa.

## Grenzen
Als centraal gelegen regio heeft Haut-Sassandra in de vier windstreken grenzen met andere regio's:
- Worodougou in het noorden.
- Marahoué in het oosten.
- Fromager in het zuidoosten.
- Bas-Sassandra in het zuidwesten.
- Moyen-Cavally in het zuidelijke westen.
- Dix-Huit Montagnes in het noordelijke westen.

## Departementen
De regio is verder opgedeeld in drie departementen
:
- Daloa
- Issia
- Vavoua